# Selvigny
Selvigny is een plaats in het Franse Noorderdepartement en een deelgemeente (commune associée) van de gemeente Walincourt-Selvigny. Selvigny ligt anderhalve kilometer ten noordoosten van het centrum van Walincourt. Beide kernen zijn tegenwoordig met elkaar verbonden door verlinting.

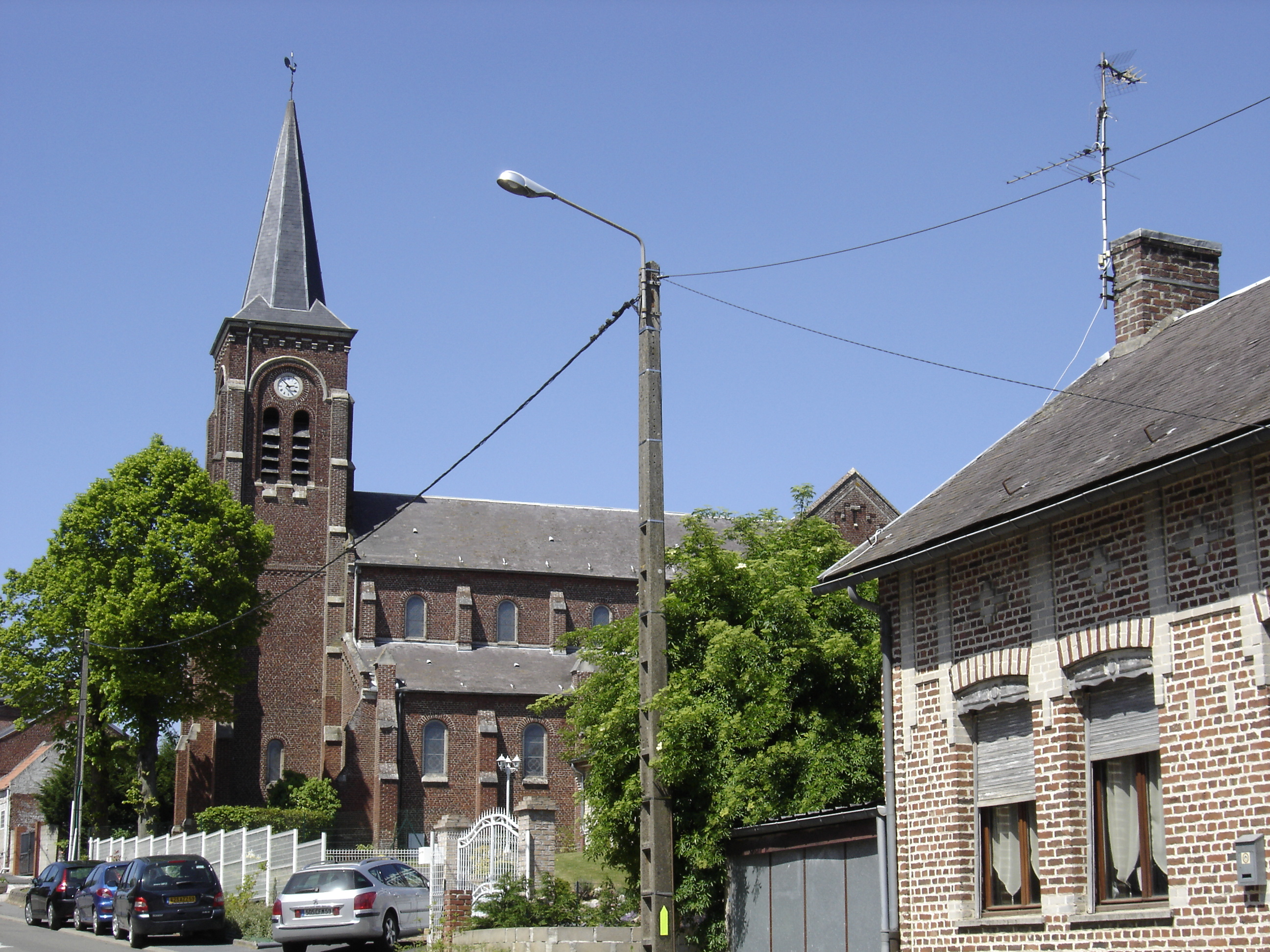
Kerk van Selvigny

## Geschiedenis
Bij de creatie van de gemeenten na de Franse Revolutie werd Selvigny, net als Walincourt, een gemeente. In 1972 werd Selvigny aangehecht bij Walincourt (fusion association). De naam van de grote gemeente werd Walincourt-Selvigny. De straat tussen beide dorpskernen kreeg de naam Rue du 8 Octobre 1972.